# شبی بیرون از خانه
شبی بیرون از خانه (به انگلیسی: A Night Out) نمایشنامه‌ای است به نویسندگی هارولد پینتر.

## نمایش‌نامه
آلبرت پدرش را در کودکی از دست داده و زیر سلطه ی مادری رشد کرده که همه ی عمر نهی و امر کرده است. مادری سلطه جو که مدام دستور میدهد و تنها یک چیز انتظار دارد؛اطاعت بی چون و چرا.
آلبرت در این میان توسط دوستان و همسالان خود، مورد سخره قرار میگیرد.او گاهی در مقابل رفتارهای مادر، مطیع و گاه سرکش و عصیان گر به نظر میرسد. شخصیتی دوگانه و بیمار که تمام وجودش را عقده و حسرت پر کرده است و حتی از ابراز علاقه به (بتی) دختر مورد علاقه ی خود هم عاجز و درمانده است.آلبرت دچار دوگانگی شخصیت شد. نیمی شخصیتی است که مادرش از او ساخته و دیگری ناخودآگاه درونش که مدام درونش را فریاد می زند.
مهمانی آقای کینگ محلی است برای اخذ تصمیمی مهم. آقای کینگ سمبل آدمی کامل و از هر جهت بی نقص به نظر میرسد که آلبرت به او غبطه می خورد. مهمانی آقای کینگ مملو از بازی نور و سایه و تاریکی است در کنار کنش های اغراق شده که هر آن بیم آن میرود که در دام حرکات اروتیک گرفتار شود. 
مهمانی آقای کینگ، آلبرت را در معرض رفتارهای هیستیریک سایر پرسوناژها به نحوی غرق میکند که او درمی یابد که ناجی او کسی جز خودش نیست و تصمیم می گیرد تا خودش را از این برزخ خلاص کند. علاج او در دفن مادر است. آن هم درون زمان و کجا بهتر از ساعتی که روی دوازده ثابت مانده؟ ساعتی بزرگ درست بالای گورستان.
در پایان آلبرت پا را از مرزهای ممنوعه ای که عمری مادر برایش رقم زده بود فراتر می گذارد. با تسلط خودآگاه، دو بال پرواز به دست می آورد و سعی می کند که از اسارت عقده های روانی و ناخودآگاه بیمارگونه اش رهایی یافته و آمادگی ش را بیابد که پا را فراتر گذاشته و حتی به دختر مورد علاقه اش فکر کند. و این چیزی نیست جز بیداری غرایز سرکوب شده.

## ترجمه اثر
- رضا دادویی، سال ۱۳۸۸، انتشارات سبزان